# Octávio Trompowsky
Octávio Figueira Trompowsky de Almeida (* 30. November 1897 in Rio de Janeiro; † 26. März 1984 ebenda) war ein brasilianischer Schachspieler.
Im Jahr 1939 gewann er die brasilianische Einzelmeisterschaft in Rio de Janeiro gegen Walter Cruz, den er 5,5:2,5 besiegte (+5 =1 −1). 1938 war er Walter Cruz an gleicher Stelle noch 3:4 unterlegen gewesen und auch 1940 unterlag er ihm wieder in Rio, diesmal 1,5:5,5. Er nahm am fünften Brett der brasilianischen Nationalmannschaft am Schach-Länderturnier 1936 in München teil, das vom Großdeutschen Schachbund als Schacholympiade deklariert worden war. Bei der Schacholympiade 1939 in Buenos Aires spielte er am Spitzenbrett Brasiliens. Gegen Alexander Aljechin spielte er bei dieser Olympiade remis, gegen José Raúl Capablanca verlor er in dessen letzter Turnierpartie.
In Brasilien wurde 1941 Partidas de Xadrez, ein Buch mit 106 seiner Schachpartien mit seinen Kommentaren, veröffentlicht, welches als Klassiker der brasilianischen Schachliteratur bezeichnet wird.
Seine beste historische Elo-Zahl war 2483 im September 1938, womit er auf dem 128. Platz der Weltrangliste gelegen hätte.

## Trompowsky-Eröffnung
|   | a | b | c | d | e | f | g | h |   |
| 8 |   |   |   |   |   |   |   |   | 8 |
| 7 |   |   |   |   |   |   |   |   | 7 |
| 6 |   |   |   |   |   |   |   |   | 6 |
| 5 |   |   |   |   |   |   |   |   | 5 |
| 4 |   |   |   |   |   |   |   |   | 4 |
| 3 |   |   |   |   |   |   |   |   | 3 |
| 2 |   |   |   |   |   |   |   |   | 2 |
| 1 |   |   |   |   |   |   |   |   | 1 |
|   | a | b | c | d | e | f | g | h |   |

Stellung nach 1. d4 Sf6 2. Lg5
Am besten bekannt ist er für die nach ihm benannte Trompowsky-Eröffnung (1. d2–d4 Sg8–f6 2. Lc1–g5).
Trompowsky spielte „seine“ Eröffnung regelmäßig in den 1930er-, 1940er- und 1950er-Jahren. Bekannt wurde die Eröffnung einem internationalen Publikum, als Trompowsky sie 1936 in München gegen den Bulgaren Alexander Kiprow anwandte. Laut eigener Aussage spielte er die Eröffnung schon vor 1921.